# Bauhinia stipularis
Bauhinia stipularis là một loài thực vật có hoa trong họ Đậu. Loài này được Korth. miêu tả khoa học đầu tiên.